# 黃宜洲
黃宜洲（英語：Wong Yi Chau )  是香港的一個島嶼，地區行政上屬於西貢區。它位斬竹灣對開海面，西貢海東端，起子灣碼頭以北。黃宜洲上有青年會黃宜洲青年營和有西貢烈士墓園。